# Anton Dohrn (Schiff)
Die Anton Dohrn war das erste Fischereiforschungsschiff der Bundesrepublik Deutschland.

## Fischereiforschungsschiff
Das Schiff lief 1954 vom Stapel und wurde auf Anregung des damaligen Bundespräsidenten Theodor Heuss nach dem Zoologen und Evolutionsbiologen Anton Dohrn benannt und durch dessen Enkelin getauft. Das Schiff wurde am 3. März 1955 von Bundespräsident Heuss in Dienst gestellt und versah bis Juli 1972 seinen Dienst als Fischereiforschungsschiff. Es war 62,30 m lang und 10,20 m breit, hatte 4,42 m Tiefgang und war mit 999 BRT vermessen. Eine schon 1942 gebaute, aber bisher ungenutzte, ölbefeuerte 850-PSe-Dampfkolbenmaschine mit Abdampfturbine verlieh dem Schiff eine Höchstgeschwindigkeit von 12 Knoten. Die Besatzung bestand aus 30 Mann; zusätzlich waren bis zu 15 Wissenschaftler an Bord.

## FischereischutzbootMeerkatze II
Nach Umbau ab August 1972 diente das Schiff dann ab Dezember 1972 unter dem Namen Meerkatze II als Fischereischutzboot bis zu seiner Abwrackung im Jahre 1986.
Die 1963 in Dienst gestellte Walther Herwig wurde nach Ausscheiden der ersten Anton Dohrn 1973 in Anton Dohrn umbenannt.